# Leonard Geoffrey Holmes
Leonard Geoffrey Holmes, britanski general, * 1899, † 1985.